# Omega (przedsiębiorstwo)
Omega – szwajcarskie przedsiębiorstwo produkujące luksusowe zegarki, należące do Swatch Group AG, z siedzibą w Biel/Bienne w Szwajcarii. Jest jedną z najlepiej rozpoznawalnych marek zegarków na świecie – jest rozpoznawana przez 70% populacji.
Zegarki Omega zostały wybrane przez NASA do programu Apollo i jako pierwsze pojawiły się na Księżycu. Omega została pierwszą firmą, zaproszoną przez MKOL do pełnienia roli oficjalnego chronometrażysty podczas Igrzysk Olimpijskich Los Angeles w 1932. Omega będzie oficjalnym chronometrażystą kolejnych Igrzysk Olimpijskich, Paryż 2024. Zegarki Omega nosili: James Bond (bohater filmowy), John F. Kennedy, książę William, George Clooney, Neil Armstrong, Władysław Szpilman, Mateusz Kusznierewicz, Nicole Kidman i Cindy Crawford.

## Historia

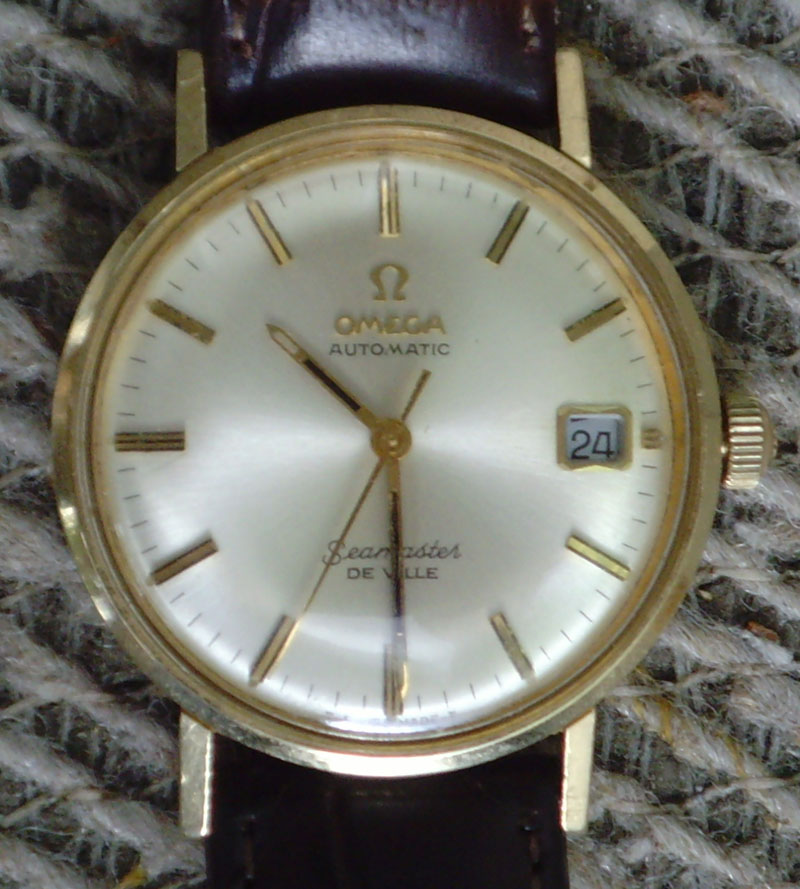
Wodoodporna automatyczna Omega Seamaster De Ville z datownikiem. Koperta wykonana z 14k złota

### Powstanie
Przedsiębiorstwo założył w roku 1848 w La Chaux-de-Fonds w Szwajcarii 23-letni Louis Brandt, który w miesiącach zimowych składał zegarki z części dostarczonych przez lokalnych rzemieślników. W okresie letnim Brandt sprzedawał je, podróżując po Europie. Po jego śmierci w 1879 roku, jego dwaj synowie Louis-Paul i César, zmęczeni nieregularnymi dostawami części i ich nierówną jakością porzucili system manufakturowy na rzecz zorganizowanej produkcji.
W styczniu 1880 spółka przeniosła się na drugie piętro małej fabryki w Bienne, miasteczku oferującym lepsze zaplecze robotnicze, lepsze połączenia transportowe i stałe dostawy energii. W grudniu tego samego roku firma wykupiła cały budynek. Dwa lata później firma przeniosła się do budynku w Gurzelen w dystrykcie Bienne, gdzie ma swoją siedzibę do dziś.
Jej pierwsze modele wielkoseryjne: Labrador i Gurzelen oraz kaliber 1894 przyniosły firmie sukces marketingowy.

### Kaliber OMEGA i zmiana nazwy
W 1894 roku bracia Brandt zaprezentowali nowy kaliber, który w przyszłości miał dać nazwę całej firmie – kaliber „19-ligne”. Bracia nazwali swoje osiągnięcie „OMEGA” - nazwą, która tradycyjnie była synonimem najwyższego dokonania. Zdawali sobie sprawę, że precyzyjne, produkowane przemysłowo mechanizmy stanowią przyszłość zegarmistrzostwa. Sukces rynkowy mechanizmu był tak wielki, że Brandtowie zmienili nazwę swojej firmy na OMEGA Watch Co (nazwa skrócona). Do 1903 OMEGA stała się największym producentem gotowych zegarków w Szwajcarii.
Bracia Louis-Paul i César Brandt zmarli w roku 1903, pozostawiając firmę zatrudniającą 800 osób i produkującą rocznie 240 000 egzemplarzy zegarków, w rękach swoich czterech synów, z których najstarszy Paul-Emile Brandt miał 23 lata. Mimo młodego wieku Brandt znacząco rozbudował firmę, a jego wpływy na rozwój marki odczuwalne były przez następne półwiecze. Problemy ekonomiczne związane z I wojną światową wymusiły wejście w roku 1925 w fuzję z Tissot, a następnie w roku 1930 wejście do grupy SSIH w Genewie.
Grupa od 1955 roku zarządzana przez Brandta i Josepha Reisera kontynuowała wzrost, wchłaniając lub tworząc mniejsze przedsiębiorstwa, jak Lemania, produkująca najsłynniejsze mechanizmy chronografów Omegi.

### OMEGA w Polsce przed II wojną światową
W 1927 Wisła Kraków zakupiła zegar stadionowy OMEGA aby ułatwić orientację w czasie dla sędziów. W 1928 Klub piłkarski Polonia Warszawa, w 1929 Klub piłkarski Warta Poznań, a w 1931 Pogoń Lwów wygrywały zegary boiskowe OMEGA w konkursie Przeglądu Sportowego.
W 1930 Hanka Ordonówna została ambasadorką marki OMEGA. W 1939 OMEGA została chronometrażystą narciarskich MŚ FIS w Zakopanem, a w tym samym roku Klub piłkarski Ruch Chorzów wygrał zegar boiskowy w konkursie Raz Dwa Trzy. Do dziś pozostaje jedynym, przedwojennym zegarem stadionowym na terenie Polski, który jest wciąż używany.

### II wojna światowa
W 1940 roku OMEDZE powierzono rolę największego samodzielnego dostawcy zegarków dla armii brytyjskiej i jej sojuszników. Aby sprostać wymaganiom zamówienia w zakresie wielkości i precyzji, OMEGA musiała przyspieszyć pracę nad wodoszczelnością, odpornością na wstrząsy oraz odpornością na oddziaływanie magnetyczne swoich zegarków oraz zindustrializować produkcję w jeszcze większym stopniu.

### Przejęcie
Recesja wywołana kryzysem monetarnym w latach 1975–1980 osłabiła Grupę SSIH na tyle, iż w roku 1981 była dofinansowywana przez banki. Firma Seiko zaproponowała Omedze przejęcie, lecz negocjacje nie doszły do skutku. W trudnej sytuacji znajdował się także inny szwajcarski gigant Allgemeine Schweizerische Uhrenindustrie AG, firma wyspecjalizowana w produkcji oraz montażu mechanizmów i Ébauche (producent częściowo kompletnych mechanizmów). Po wprowadzeniu istotnych cięć budżetowych działy R&D ASUAG i SSIH połączyły produkcję z ETA. Przedsiębiorstwa utworzyły holding ASUAG-SSIH w roku 1983.
Dwa lata później holding przejął prywatny inwestor Nicolas Hayek. Przez następną dekadę grupa pod zmienioną nazwą SMH (Société de Microélectronique et d'Horlogerie) stała się największym producentem zegarków na świecie. W roku 1998 zmieniła nazwę na Swatch Group, która poza Omegą jest także właścicielem marek Blancpain, Swatch, Breguet.

### Kalendarium
- 1848 – powstanie firmy Omega
- 1894 – przyjęcie nazwy Omega
- 1900 – otrzymanie Grand Prix podczas Światowej Wystawy w Paryżu za zegarek kieszonkowy Greek Temple
- 1906 – otrzymanie Grand Prix podczas Światowej Wystawy w Mediolanie dzięki modelowi Art Nouveau Design
- 1929 – Gustave Brandt (ojciec Gustava: Cezar Brandt) zasiadał w jury Grand Prix podczas Światowej Wystawy w Barcelonie
- 1932 – Omega po raz pierwszy pełniła rolę oficjalnego Chronometrażysty Igrzysk Olimpijskich[16]
- 1932 – wdrożenie OMEGA Marine: pierwszy komercyjny zegarek dla nurków na świecie[17]
- 1936 – w konkursie na precyzję organizowanym przez obserwatorium Kew-Teddington w Londynie Omega uzyskała 97,8 punktu na 100 (rekord)
- 1939 – podczas Światowej Wystawy w Nowym Jorku Omega reprezentowała cały szwajcarski przemysł zegarmistrzowski
- 1969 – Speedmaster Professional Chronograph stał się pierwszym w historii zegarkiem noszonym na Księżycu
- 1970 – OMEGA dostaje nagrodę Silver Snoopy Award od NASA za wybitne osiągnięcia związane z bezpieczeństwem lotów ludzi i sukcesem misji[18]
- 1999 – wprowadzenie wychwytu Co-Axial
- 2000 – otwarcie pierwszego butiku marki na świecie w Zurichu[19]
- 2014 – otwarcie pierwszego butiku marki w Polsce
- 2019 – zegarek OMEGA pobił rekord w głębinach (10 925 metrów)[20]

## Modele

### Seamaster
Omega Seamaster to zegarek wodoszczelny o automatycznym lub kwarcowym naciągu, produkowany od 1948 roku. Seamaster zwykle wyposażony jest w kopertę i bransoletę wykonaną ze stali nierdzewnej, zakręcaną koronkę, dekiel z wygrawerowanym hippokampem, fosforyzujące wskazówki, szafirowe szkiełko oraz jednokierunkowy bezel.
Odmiany Seamaster:
- Seamaster Aqua Terra 150M
- Seamaster Professional Diver 300M
- Seamaster 300M
- Seamaster Planet Ocean 600M
- Seamaster Bullhead
- Seamaster Railmaster
- Seamaster Ploprof 1200 M
- Seamaster UltraDeep 6000 M

### James Bond
Od roku 1995 zegarki Omega Seamaster, wyparłszy model Rolex Submariner, prezentowane są w filmach o Jamesie Bondzie. W GoldenEye agent grany przez Pierce’a Brosnana nosił model Omega Seamaster Quartz Professional (model 2541.80.00). W każdym następnym filmie Brosnan nosił Omegę Seamaster Professional Chronometer (model 2531.80.00). Zmiana modelu zegarka była celowym zabiegiem, mającym na celu wykreowanie nowego, bardziej wyrafinowanego i europejskiego wizerunku superszpiega.
W czterdziestą rocznicę kinematografii Jamesa Bonda (2002) Omega wydała limitowaną edycję modelu Seamaster (nr 2537.80.00), liczącą 10 007 sztuk. Zegarek był prawie identyczny, co standardowy model 2531.80.00, różniąc się jedynie ornamentem 007 naniesionym na tarczy, deklu i zapięciu bransolety. James Bond – Daniel Craig, występujący w Casino Royale oraz Quantum of Solace nosił zegarki Omega Seamaster Planet Ocean oraz Seamaster Diver 300 M. W Casino Royale (film 2006), podczas dialogu z Vesper Lynd ogłosił, iż nie nosi zegarków Rolexa, lecz Omegę. W tym samym czasie, w którym film wchodził do kin, Omega wypuściła serię Seamaster Professional 300M, opatrzoną emblematem strzelby na wskazówce i wygrawerowanym, przypominającym pistolet numerem 007 na deklu, stylizowanym na charakterystyczny, pojawiający się na początku filmów o Bondzie, wylot lufy.
W roku 2006 pojawiła się druga limitowana seria zegarków James Bond – Seamaster Planet Ocean, wyprodukowany w 5007 egzemplarzach. Model ten oparty był na modelu, noszonym w Casino Royale przez Craiga. Model posiadał niewielki pomarańczowy emblemat 007 na wskazówce, a na deklu i zapięciu grawer nawiązujący do serii filmów o Bondzie.
W Quantum of Solace, Craig zaprezentował Omega Seamaster Planet Ocean o czarnej tarczy i stalowej bransolecie. Kolejna limitowana edycja opatrzona była logiem Quantum of Solace i znaczkiem Walthera PPK znajdującymi się poniżej osi wskazówek. Wraz z premierą Skyfall w 2012, trzeciego filmu z Danielem Craigiem w roli głównej, na ekranie pojawił się także zegarek Seamaster Aqua Terra. W filmie widać także inny model Seamaster, Planet Ocean. Oba modele wyposażono w mechanizm In-House Omega Caliber 8500 z automatycznym naciągiem i wychwytem Co-Axial, a dzięki zastosowaniu 2 bębnów napędowych uzyskano 60-cio godzinną rezerwą chodu.
W czwartym filmie z Danielem Craigiem w roli Jamesa Bonda „Spectre”, widać powrót zegarka jako gadżetu pełniącego ważną funkcję. Cytując „Q” „ma on raczej głośny alarm. W tej edycji po raz kolejny James Bond nosił 2 modele Omega z kolekcji Seamaster - Aqua Terra oraz 300M. Zegarek Seamaster 300M wyprodukowano w limitowanej serii 7007 sztuk. W porównaniu do modelu ogólnodostępnego, w limitacji użyto wskazówek zakończonych kółkiem, zaś na pierścieniu koperty dostrzec można skalę 12h zamiast podziałki minutowej.
Ostatni film z Danielem Craigiem w roli głównej to koniec pewnej ery. „Nie czas umierać” to powrót agenta 007 z zegarkiem OMEGA Seamaster Diver 300M w tytanie. Zegarki marki OMEGA, które zagrały w filmie „Nie czas umierać”, zostały wylicytowane na aukcji w Christie’s. Uzyskane kwoty: Seamaster Diver 300M 007 Edition sprzedano za 226 800 funtów, a Seamaster Aqua Terra Master Co-Axial Bonda za 119 700 funtów.
Do dnia emisji „Nie czas umierać” Seamaster pojawił się w 9 filmach o Jamesie Bondzie:
- GoldenEye – 1995
  - Seamaster Diver 300 M (Reference 2541.80.00)
- Jutro nie umiera nigdy – 1997
  - Seamaster Diver 300 M (Reference 2531.80.00)
- Świat to za mało – 1999
  - Seamaster Diver 300 M (Reference 2531.80.00)
- Śmierć nadejdzie jutro – 2002
  - Seamaster Diver 300 M (Reference 2531.80.00)
- Casino Royale (film 2006) – 2006
  - Seamaster Diver 300 M (Reference 2220.80.00)
  - Seamaster Planet Ocean (Reference 2900.50.91)
- Quantum of Solace – 2008
  - Seamaster Planet Ocean (Reference 2201.50.00)
- Skyfall – 2012
  - Seamaster Aqua Terra (Reference 231.10.39.21.03.001)
  - Seamaster Planet Ocean  (Reference 232.30.42.21.01.001)
- Spectre – 2015
  - Seamaster 300 (Reference 233.32.41.21.01.001)
  - Seamaster Aqua Terra (Reference 231.10.42.21.03.003)
- Nie czas umierać – 2021
  - Seamaster Diver 300 M (reference 210.90.42.20.01.001)

### Speedmaster
Omega Speedmaster Professional, znany także jako Omega „Moonwatch” to chronograf o manualnym naciągu, wprowadzony do produkcji w roku 1957. Model ten został wybrany przez NASA do programu Apollo i jest pierwszym w historii zegarkiem, który znalazł się na Księżycu. Stało się to 20 lipca 1969 roku podczas misji Apollo 11. Zegarek na ręce miał Buzz Aldrin.
Pierwszy Speedmaster powstał w 1957 r. Został wprowadzony na rynek jako sportowy, „wyścigowy” model ze stoperem. Nazwa „Speed” została wybrana z powodu pierścienia ze skalą tachymetryczną. Był to pierwszy na świecie zegarek ze stoperem, który posiadał skalę tachymetryczną umieszczoną na pierścieniu, a nie na tarczy – cecha ta została zaprojektowana specjalnie dla kierowców rajdowych. Kaliber 321 był pierwszym mechanizmem użytym w kolekcji OMEGA Speedmaster. 

#### NASA
W trakcie nakreślania szczegółowych procedur spaceru księżycowego Programu Gemini specjaliści NASA zdali sobie sprawę, iż nie dokonali wyboru oficjalnego zegarka przeznaczonego dla misji kosmicznych. Standardowa procedura wyboru, polegająca na nawiązaniu kontaktów i wyborze producenta, a następnie zaprojektowaniu, wykonaniu i testowaniu zegarka, była zbyt czasochłonna. 21 września 1964 roku Deke Slayton, Dyrektor Operacyjny NASA, napisał wewnętrzną notatkę do działu zaopatrzenia misji kosmicznych, jasno precyzując oczekiwania wobec zegarka z komplikacją chronografu. Jim Ragan, odpowiedzialny za przetarg, zapytanie wysłał do 10 różnych marek. Tylko 4 z nich odpowiedziały: Rolex, Longines-Wittnauer, Hamilton oraz Omega.

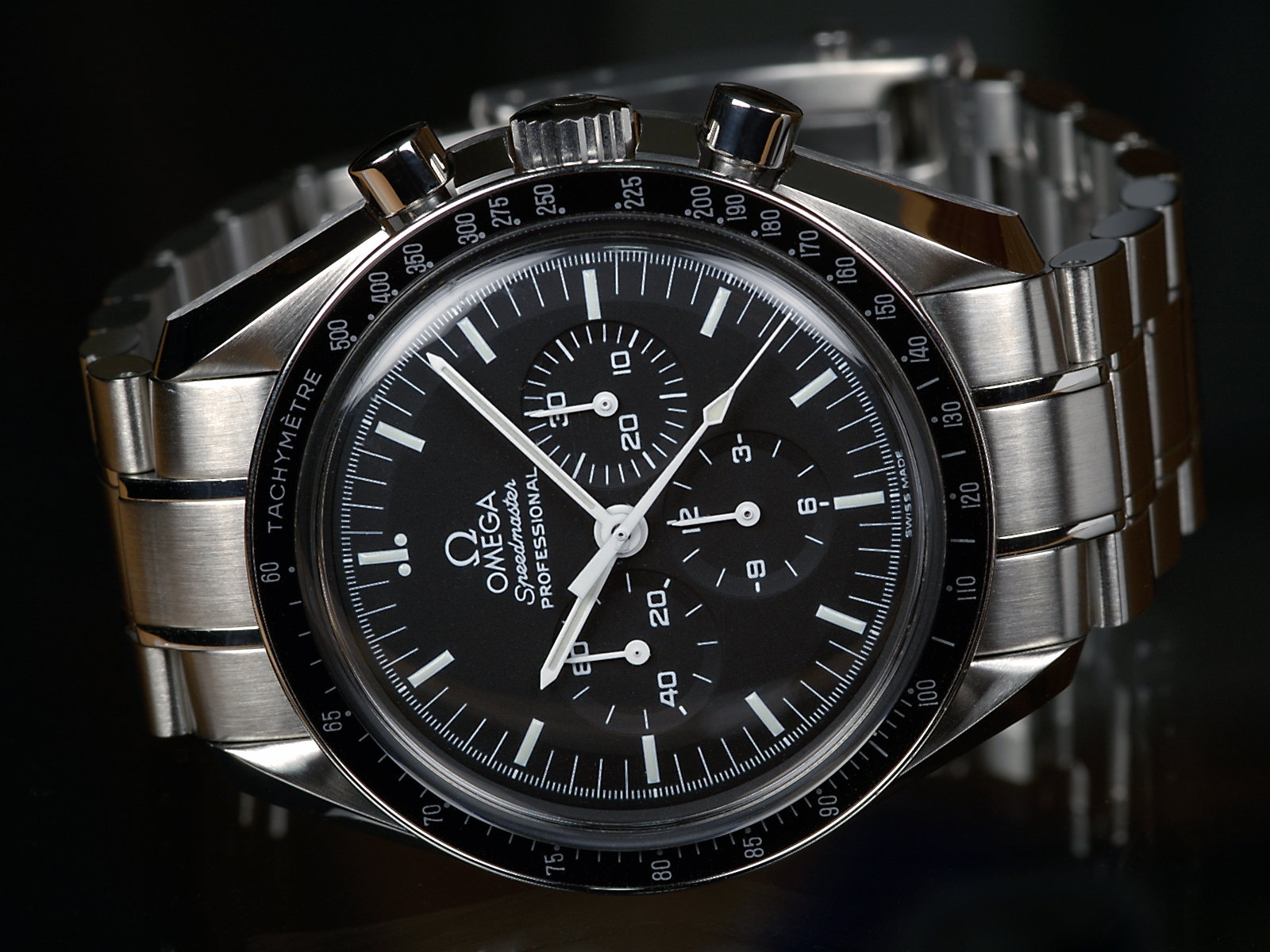
Omega Speedmaster Moonwatch

Do 1 marca 1965 zegarki przeszły testy, obejmujące m.in. ekspozycję na wysoką temperaturę, wilgotność, próby próżniowe, korozyjne i udarowe, przyspieszenie, ciśnienie i wibracje. Po ich zakończeniu działały tylko OMEGA Speedmaster. Omega Speedmaster został zaaprobowany przez NASA jako oficjalny certyfikowany zegarek przeznaczony do wszystkich ludzkich misji w Kosmosie. Pierwszy lot kosmiczny zegarek odbył na pokładzie statku Mercury-Atlas 8 3 października 1962. Ten model (ref: CK2998) był pierwszym zegarkiem OMEGA noszonym kosmosie przez Walter Schirra. Był to jego prywatny zegarek. W zegarki Speedmaster Professionals wyposażone były także załogi Gemini 3 i Gemini 4, której członek Edward White przeprowadził pierwszy amerykański spacer kosmiczny w 1965 z zegarkiem Omega Speedmaster, noszonym na rękawie skafandra na pasku zapinanym na rzep. Był to jego prywatny zegarek.
Ponowne certyfikacje Omega Speedmaster przeszła w 1972 i 1978 roku na potrzeby misji wahadłowych. W latach następujących NASA otrzymywała i przyjmowała różne modele Speedmaster’ów i używała ich już bez ponownego sprawdzania i certyfikowania. OMEGA To jedyna firma, która dostarcza sprzęt NASA od czasu programu Gemini aż do powstania stacji kosmicznej.
Eksplozja zbiornika z ciekłym tlenem w module serwisowym podczas misji Apollo 13 nie tylko uniemożliwiła lądowanie na Księżycu, lecz także spowodowała rozpoczęcie walki o życie załogi. Manewr umieszczenia statku kosmicznego na trajektorii swobodnego powrotu na Ziemię został wykonany z użyciem silnika członu opadania modułu księżycowego 14 kwietnia 1970 roku o godz. 08:43 UTC. Zegarki Omega Speedmaster okazały się niezbędne podczas misji. Ponieważ astronauci częściowo utracili możliwość sterowania, statek kosmiczny zbliżał się do Ziemi pod niewłaściwym kątem. Istniało ryzyko, że niejako „odbije się” od ziemskiej atmosfery i wróci w przestrzeń kosmiczną, bez szans na szczęśliwy powrót. Konieczna była korekta kursu statku, która wymagała uruchomienia silników na 14 sekund. Pozbawieni wsparcia pokładowych systemów pomiaru, astronauci wykorzystali do tego chronograf Omegi.
10 maja 1970, OMEGA dostał nagrodę Silver Snoopy award NASA za wybitne osiągnięcia związane z bezpieczeństwem lotów ludzi i sukcesem misji. Nagroda była doręczona przez astronautę Thomasa Stafforda.
OMEGA wyprodukowała 3 modele, w hołdzie nagrody Snoopy:
- 2003 – OMEGA Speedmaster Snoopy (Ref. 3578.51.00), edycja limitowana do 5441 sztuk[35]
- 2015 – Speedmaster 45th anniversary of Apollo 13 (Ref. 311.32.42.30.04.003, edycja limitowana do 1970 sztuk
- 2020 – Speedmaster Silver Snoopy Award” 50th Anniversary” (ref 310.32.42.50.02.001)[36]

## Współpraca z Solar Impulse
W 2006 roku, OMEGA została głównym partnerem, dostawcą technologii i chronometrażystą Solar Impulse, a jej wkład ułatwił budowę prototypu samolotu. Firma wykorzystała swoją wiedzę do opracowania systemu do symulacji i testowania wydajności, który pozwolił Solar Impulse na testy wszystkich układów elektrycznych na etapie koncepcyjnym (przed rozpoczęciem produkcji) oraz ultralekkiego systemu diod LED (światła lądowania na każdym skrzydle). System światła lądowania łącznie z szybą ochronną, transformatorem zasilającym, złączami i okablowaniem, ważą niecałe dwa kilogramy.
13 maja 2011 roku Solar Impulse po raz pierwszy wykonał lot międzynarodowy lecąc do Brukseli, używając tylko energii słonecznej. Piloci André Borschberg, Bertrand Piccard, i Markus Scherdel byli wyposażeni w zegarki OMEGA Speedmaster HB-SIA.

## Współpraca z Europejską Agencją Kosmiczną
W 2014 OMEGA ogłosiła nową wersję Speedmaster o nazwie Skywalker X-33 (ref. 318.90.45.79.01.001), przetestowaną i czerpiącą z wynalazku astronauty Jean-François Clervoy, i z patentu ESA. Jedna z nowych funkcji pozwala użytkownikowi ustawić datę w przeszłości lub przyszłości z dokładnością do sekundy, a zegarek obliczy, ile czasu upłynęło lub pozostało. Inne funkcje przydatne dla astronautów obejmują elastyczne programowanie wielu alarmów z różnymi dźwiękami dzwonka.
Zaprezentowany 27 września 2022 roku w European Space Research and Technology Centre, Speedmaster X-33 Marstimer (ref 318.90.45.79.01.003) został opracowany tak, aby wspierać naukowców. Licencjonowane przez ESA funkcje obejmują m.in. MTC do śledzenia daty i czasu na południku zerowym Marsa. Zegarek posiada także kompas słoneczny, który pozwala odnaleźć rzeczywistą północ na Ziemi i na Marsie.

## Blue Origin i Space X
30 maja 2020 rakieta Crew Dragon, firmy SpaceX, wyniosła na orbitę dwóch astronautów. Douglas Hurley, i Robert Behnken, używali zegarków Omega Speedmaster Skywalker X-33.
20 lipca 2021 rakieta New Shepard projektowana przez firmę Blue Origin, wystartowała w trwający 11 minut lot w kosmos. Każdy z czterech członków misji – Jeff Bezos, (właściciel Blue Origin), jego brat Mark Bezos, 18-letni Holender Oliver Daemen, oraz Wally Funk, 82-letnia była adeptka NASA, kandydatka w programie Mercury 13 – miał na rękawie kombinezonu zapięty Speedmaster (Ref. 310.30.42.50.01.001).

## Constellation
W 1952 roku OMEGA zaprezentowała pierwszą produkowaną kolekcję zegarków składająca się wyłącznie z certyfikowanych chronometrów. Nazwę Constellation wymyślił jeden z handlowców zatrudnionych u generalnego przedstawiciela marki Omega we Włoszech.

## De Ville
W 1967 roku OMEGA stworzyła rodzinę zegarków o nazwie De Ville.
To kolekcja, w której znajdują się mechanizmy tourbillon, marki.

## Chronometry sportowe

### Igrzyska olimpijskie
OMEGA po raz pierwszy pełniła rolę oficjalnego chronometrażysty igrzysk olimpijskich, w 1932 w Los Angeles. Na poprzednie igrzyska w Amsterdamie w 1928 r. sędziowie przywozili swoje prywatne stopery. Umowa o współpracę z Międzynarodowym Komitetem Olimpijskim, sięga 1932 roku.
W programie igrzysk w Tokio 2020 OMEGA miała do obsłużenia 339 wydarzeń w 33 dyscyplinach sportu. Wprowadzono 400 ton sprzętu, który obsługiwał 520 osób, w tym między innymi najnowsza wersja kamery do obserwacji finiszu, która jest w stanie zrobić na mecie 10 000 cyfrowych ujęć na sekundę, dając sędziom narzędzie do błyskawicznej oceny miejsca i czasu sportowców.

### Puchar Ameryki
Początek długofalowej współpracy pomiędzy Omegą a zespołem Emirates Team New Zealand zaczął się w 1995 roku. Był to rok, w którym zespół wygrał po raz pierwszy Puchar Ameryki.
W 2000 roku OMEGA została po raz pierwszy oficjalnym chronometrażystą 30. Regat o Puchar Ameryki, które odbyły się w Auckland w Nowej Zelandii. W kolejnym roku, ponownie w Nowej Zelandii, OMEGA przyjęła tę rolę po raz drugi.

### W Polsce
- 1939 – mistrzostwa świata FIS w Zakopanem
- 2015 – Warsaw Open Ladies’ Golf Cup[51]
- 2019 – z okazji okrągłej rocznicy 100-lecia PKOL, Omega podarowała Muzeum Sportu i Turystyki, oryginalny dzwonek sygnalizujący ostatnie okrążenie w dyscyplinach letnich i zimowych. To jeden z niewielu przedmiotów, który wykonuje się ręcznie, bazując na wiedzy i rozwiązaniach sprzed dekad. Zbudowany z 50-letniego piasku, reprezentujący tradycyjne metody dzwonek, umieszczono w sąsiedztwie nowoczesnego pistoletu startowego, wykorzystanego po raz pierwszy – stosunkowo niedawno – w trakcie Zimowych Igrzysk Olimpijskich w Vancouver w 2010 roku[52]
- 2022 i 2023 – Diamentowa Liga podczas Memoriał Kamili Skolimowskiej na Stadionie Śląskim w Chorzowie. Marka jest Oficjalnym Chronometrażystą Diamentowej Ligi od jej pierwszej, historycznej edycji w 2010 roku. W 2022 roku odbył się pierwszy taki mityng lekkoatletyczny w Polsce[53]

## Galeria

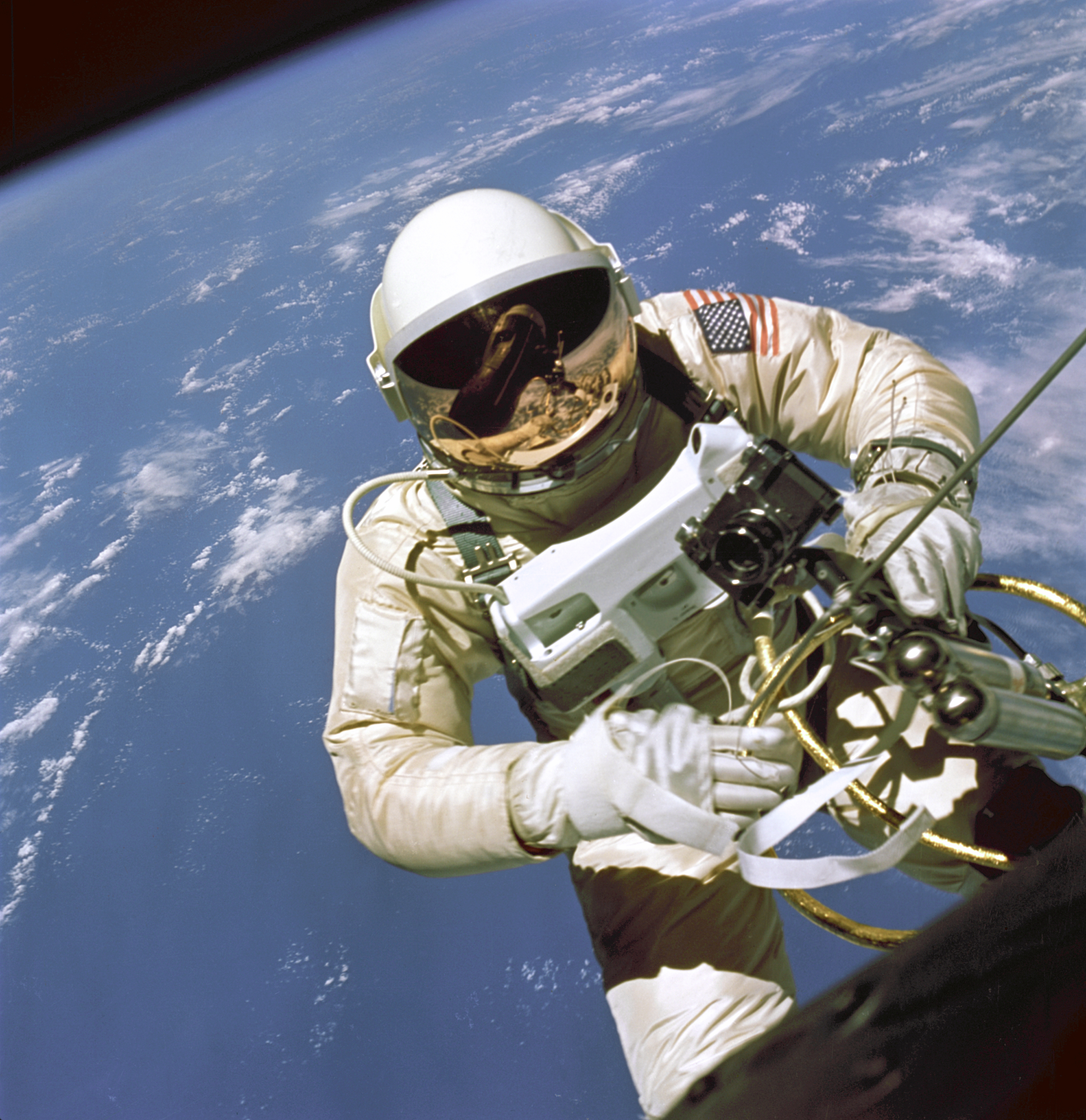
Ed White – pierwszy amerykański astronauta podczas spaceru kosmicznego (Gemini 4).
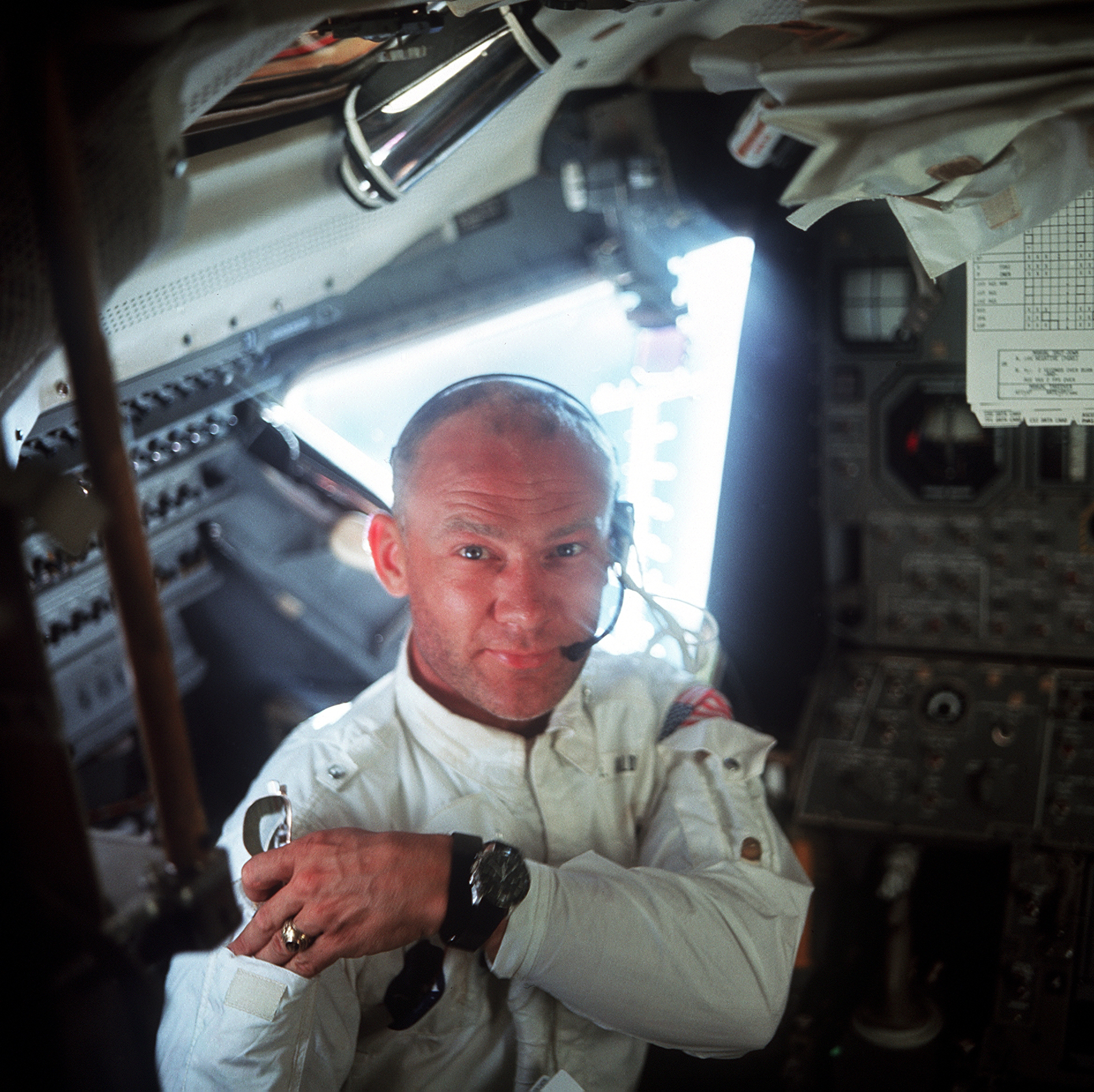
Buzz Aldrin z zegarkiem Omega Speedmaster podczas misji Apollo 11.
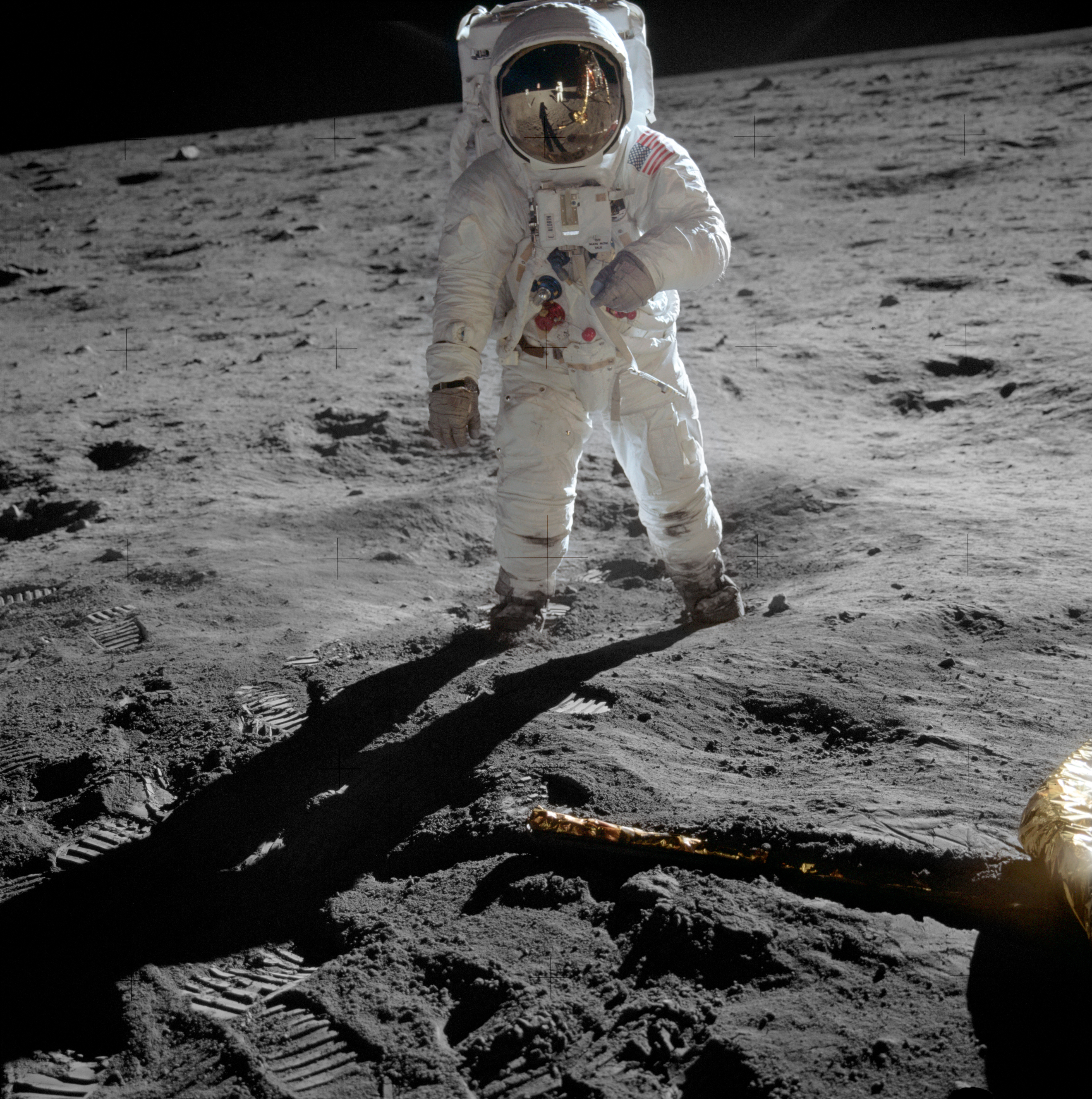
Buzz Aldrin z zegarkiem Omega Speedmaster podczas spaceru księżycowego (Apollo 11).
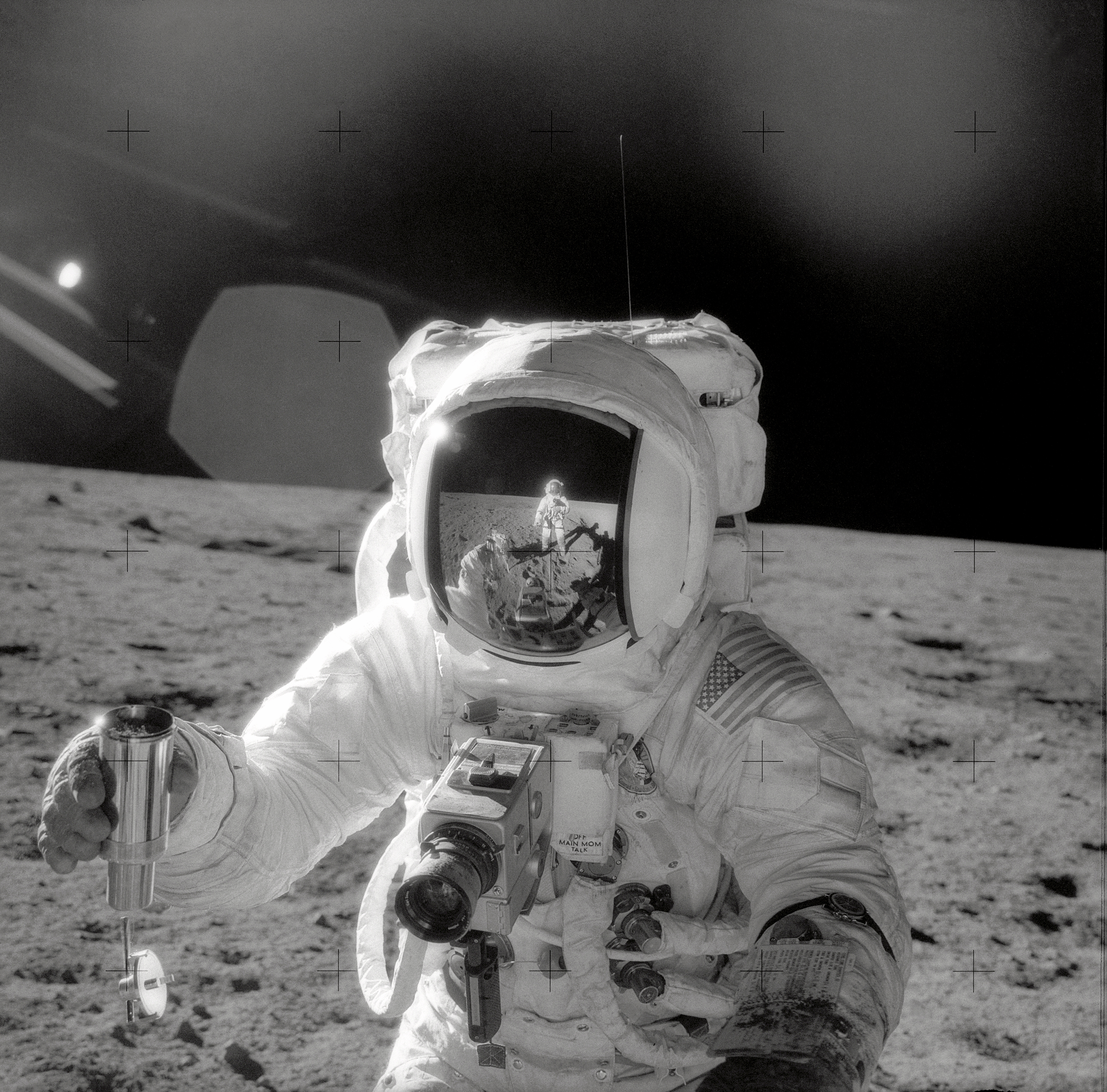
Alan Bean z Omegą Speedmaster (Apollo 12).
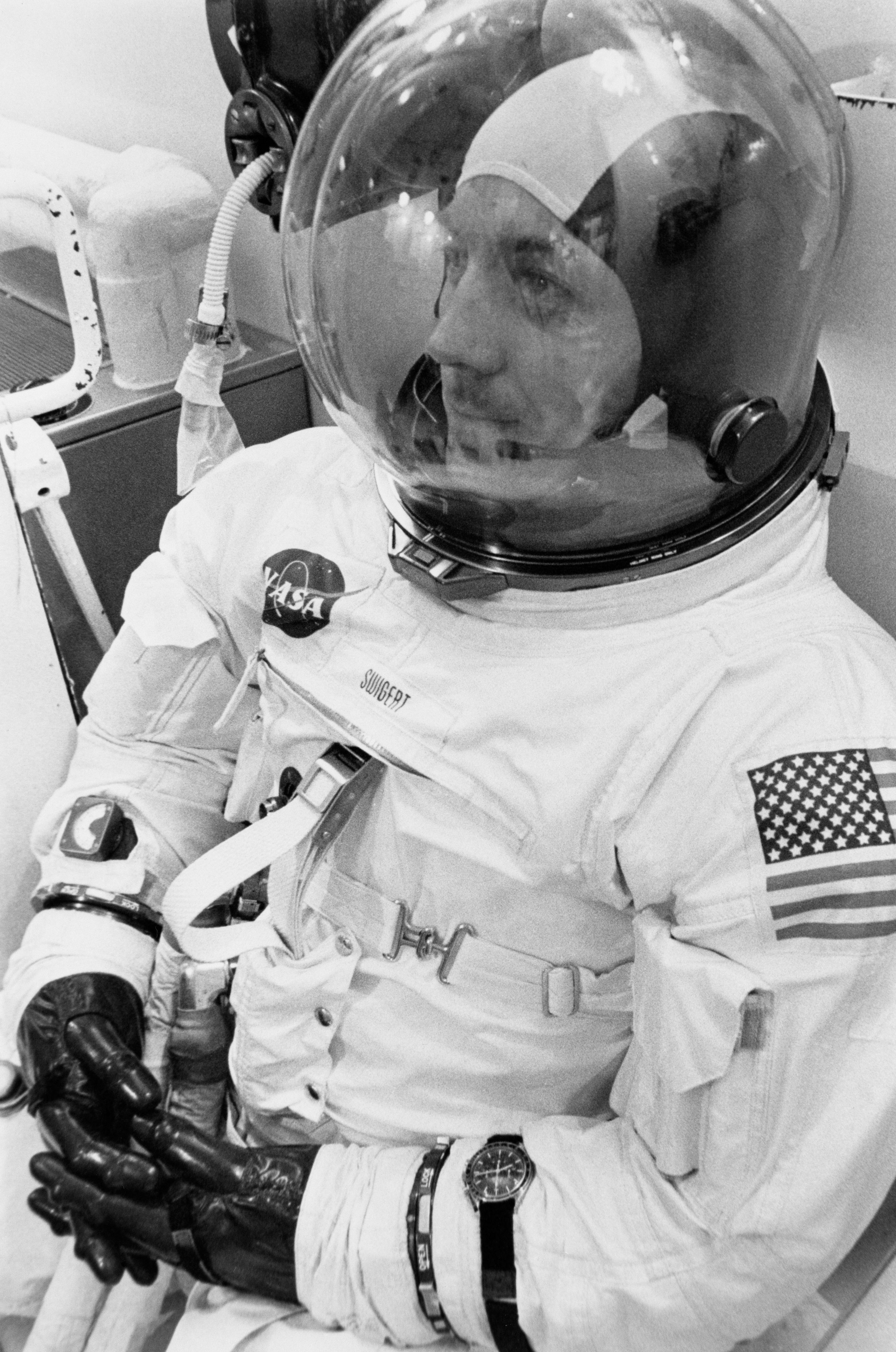
Jack Swigert w dniu startu Apollo 13.
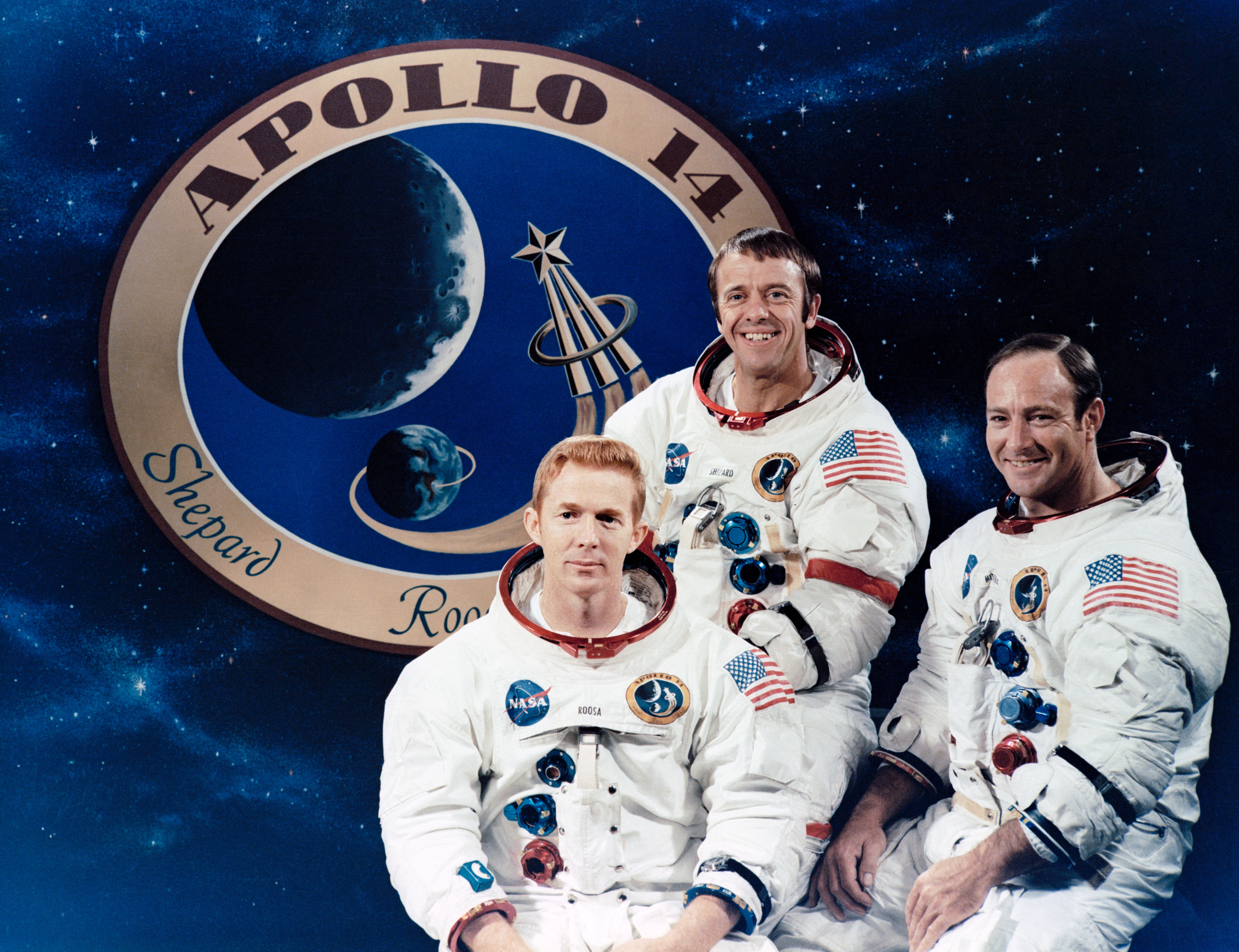
Załoga Apollo z zegarkami Speedmasters.
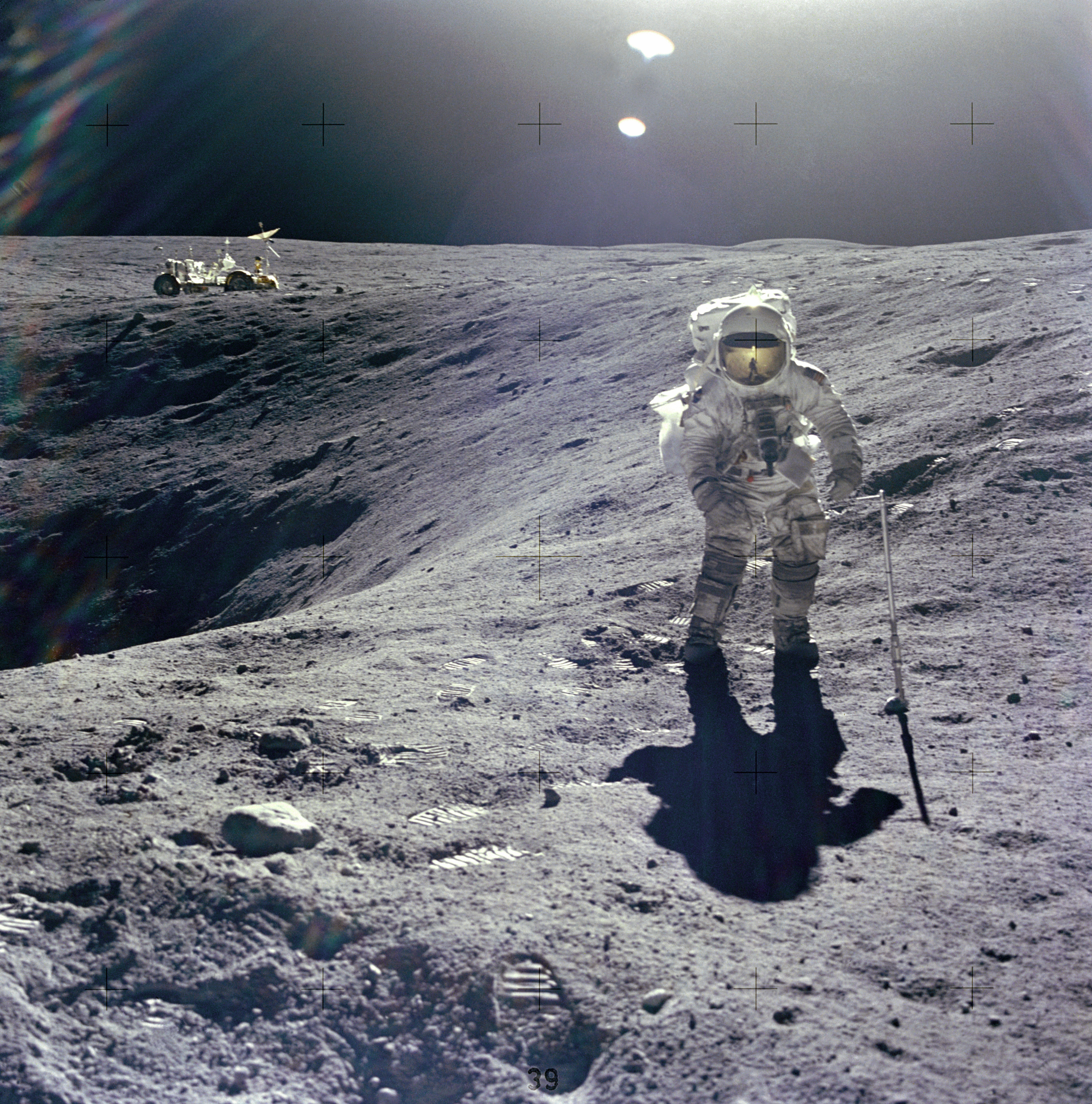
Charles Duke Jr na Księżycu (Apollo 16).
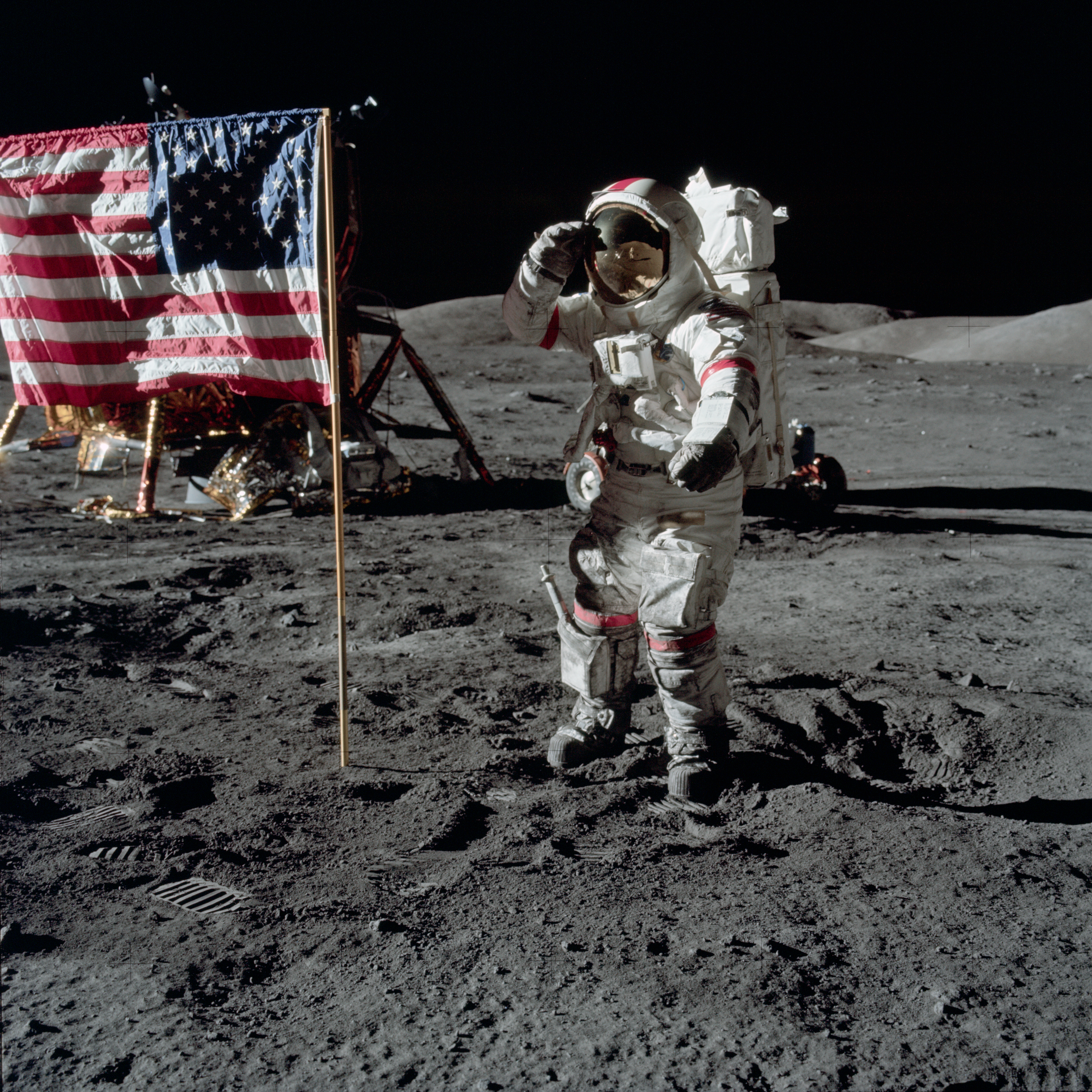
Eugene A. Cernan (Apollo 17).

## Numery referencyjne
| X | X | XX                              | . | Y                                                                                               | Y                                                        | . | ZZ                                                                         |
| --- | --- | ------------------------------- | - | ----------------------------------------------------------------------------------------------- | -------------------------------------------------------- | - | -------------------------------------------------------------------------- |
| Lina produktów 1 – Constellation 2 – Seamaster 3 – Speedmaster 4 – De Ville (Prestige i Symbol) 5 – Louis Brandt 7 – De Ville (Vasarelli) | Materiał (koperta/bransoleta) 1 – złoto/złoto 2 – pozłacana stal/pozłacana stal 3 – pozłacana stal/stal i złoto 4 – pozłacana stal/stal 5 – stal/stal 6 – złoto/skóra 7 – pozłacana stal/skóra 8 – stal/skóra 9 – stal/guma | Rozmiar koperty, typ mechanizmu |   | Kolor tarczy 1 – beż 2 – biały 3 – srebrny 4 – szary 5 – czarny 6 – kość słoniowa 8 – niebieski | Cyfry 1 – indeksy 2 – arabskie 3 – rzymskie 5 – diamenty |   | Pasek 00 – bransoleta 01 – czarny 02 – brązowy 03 – niebieski 04 – zielony |

Numery referencyjne nie obowiązują dla modeli wprowadzonych na rynek w 2009 roku.

## Numery seryjne mechanizmów
Numery mechanizmów nie dotyczą modelu Speedmaster.
| Data | Numer     | Data | Numer      | Data | Numer      | Data | Numer      | Data | Numer              |  |
| 1895 | 1 000 000 | 1944 | 10 000 000 | 1963 | 20 000 000 | 1971 | 33 000 000 | 1982 | 45 000 000         |  |
| 1902 | 2 000 000 | 1947 | 11 000 000 | 1964 | 21 000 000 | 1972 | 34 000 000 | 1984 | 46 000 000         |  |
| 1908 | 3 000 000 | 1950 | 12 000 000 | 1965 | 22 000 000 | 1973 | 36 000 000 | 1985 | 48 000 000         |  |
| 1912 | 4 000 000 | 1952 | 13 500 000 | 1966 | 23 000 000 | 1974 | 38 000 000 | 1986 | 49-50 000 000      |  |
| 1916 | 5 000 000 | 1954 | 14 000 000 | 1967 | 25 000 000 | 1975 | 39 000 000 | 1989 | 51 000 000         |  |
| 1923 | 6 000 000 | 1956 | 15 000 000 | 1968 | 26 000 000 | 1977 | 40 000 000 |      | 52 mln nie używane |  |
| 1929 | 7 000 000 | 1958 | 16 000 000 | 1969 | 28 000 000 | 1978 | 41 000 000 | 1991 | 53 000 000         |  |
| 1935 | 8 000 000 | 1960 | 17 000 000 | 1970 | 29 000 000 | 1979 | 42 000 000 | 1993 | 54 000 000         |  |
| 1939 | 9 000 000 | 1961 | 18 000 000 | 1970 | 32 000 000 | 1980 | 44 000 000 | 1995 | 55 000 000         |  |
|      |           | 1962 | 19 000 000 |      |            |      |            | 1998 | 56 000 000         |  |